# Jugador Más Valioso de la J. League
El premio al Futbolista del Año de la J. League es otorgado al mejor jugador de la temporada por la J. League.

## Palmarés

### J1 League
| Año  | Futbolista          | Club                 | Nacionalidad | Ref    |
| ---- | ------------------- | -------------------- | ------------ | ------ |
| 1993 | Kazuyoshi Miura     | Verdy Kawasaki       | Japón        | [ 3 ]  |
| 1994 | Pereira             | Verdy Kawasaki       | Brasil       |        |
| 1995 | Dragan Stojković    | Nagoya Grampus Eight | Yugoslavia   | [ 4 ]  |
| 1996 | Jorginho            | Kashima Antlers      | Brasil       |        |
| 1997 | Dunga               | Júbilo Iwata         | Brasil       | [ 5 ]  |
| 1998 | Masashi Nakayama    | Júbilo Iwata         | Japón        | [ 6 ]  |
| 1999 | Alessandro Santos   | Shimizu S-Pulse      | Japón        | [ 7 ]  |
| 2000 | Shunsuke Nakamura   | Yokohama F. Marinos  | Japón        | [ 8 ]  |
| 2001 | Toshiya Fujita      | Júbilo Iwata         | Japón        |        |
| 2002 | Naohiro Takahara    | Júbilo Iwata         | Japón        | [ 9 ]  |
| 2003 | Emerson             | Urawa Red Diamonds   | Brasil       | [ 10 ] |
| 2004 | Yuji Nakazawa       | Yokohama F. Marinos  | Japón        |        |
| 2005 | Araújo              | Gamba Osaka          | Brasil       |        |
| 2006 | Marcus Tulio Tanaka | Urawa Red Diamonds   | Japón        | [ 11 ] |
| 2007 | Robson Ponte        | Urawa Red Diamonds   | Brasil       | [ 12 ] |
| 2008 | Marquinhos          | Kashima Antlers      | Brasil       | [ 13 ] |
| 2009 | Mitsuo Ogasawara    | Kashima Antlers      | Japón        | [ 14 ] |
| 2010 | Seigo Narazaki      | Nagoya Grampus       | Japón        | [ 15 ] |
| 2011 | Leandro Domingues   | Kashiwa Reysol       | Brasil       | [ 16 ] |
| 2012 | Hisato Satō         | Sanfrecce Hiroshima  | Japón        | [ 17 ] |
| 2013 | Shunsuke Nakamura   | Yokohama F. Marinos  | Japón        | [ 8 ]  |
| 2014 | Yasuhito Endō       | Gamba Osaka          | Japón        | [ 18 ] |
| 2015 | Toshihiro Aoyama    | Sanfrecce Hiroshima  | Japón        | [ 19 ] |
| 2016 | Kengo Nakamura      | Kawasaki Frontale    | Japón        |        |
| 2017 | Yū Kobayashi        | Kawasaki Frontale    | Japón        |        |
| 2018 | Akihiro Ienaga      | Kawasaki Frontale    | Japón        |        |
| 2019 | Teruhito Nakagawa   | Yokohama F. Marinos  | Japón        |        |
| 2020 | Michael Olunga      | Kashiwa Reysol       | Kenia        |        |
| 2021 | Leandro Damião      | Kawasaki Frontale    | Brasil       |        |
| 2022 | Tomoki Iwata        | Yokohama F. Marinos  | Japón        |        |
| 2023 | Yūya Ōsako          | Vissel Kobe          | Japón        |        |
| 2024 | Yoshinori Muto      | Vissel Kobe          | Japón        |        |

### J2 League
| Año  | Futbolista   | Club                | Nacionalidad | Ref |
| ---- | ------------ | ------------------- | ------------ | --- |
| 2022 | Koki Ogawa   | Yokohama FC         | Japón        |     |
| 2023 | Erik Lima    | FC Machida Zelvia   | Brasil       |     |
| 2024 | Hiiro Komori | JEF United Ichihara | Japón        |     |

### J3 League
| Año  | Futbolista   | Club     | Nacionalidad | Ref |
| ---- | ------------ | -------- | ------------ | --- |
| 2022 | Ryo Arita    | Iwaki FC | Japón        |     |
| 2023 | Riki Matsuda | Ehime FC | Japón        |     |

## Victorias por club

### J1 League
| #  | Club                | Ganadores |
| -- | ------------------- | --------- |
| 1  | Yokohama F. Marinos | 5         |
| 2  | Júbilo Iwata        | 4         |
| 2  | Kawasaki Frontale   | 4         |
| 4  | Urawa Red Diamonds  | 3         |
| 4  | Kashima Antlers     | 3         |
| 6  | Tokyo Verdy         | 2         |
| 6  | Nagoya Grampus      | 2         |
| 6  | Gamba Osaka         | 2         |
| 6  | Sanfrecce Hiroshima | 2         |
| 6  | Kashiwa Reysol      | 2         |
| 6  | Vissel Kobe         | 2         |
| 12 | Shimizu S-Pulse     | 1         |

### J2 League
| # | Club                      | Ganadores |
| - | ------------------------- | --------- |
| 1 | Yokohama FC               | 1         |
| 1 | FC Machida Zelvia         | 1         |
| 1 | JEF United Ichihara Chiba | 1         |

### J3 League
| # | Club     | Ganadores |
| - | -------- | --------- |
| 1 | Iwaki FC | 1         |
| 1 | Ehime FC | 1         |